# Dekanat Stalowa Wola

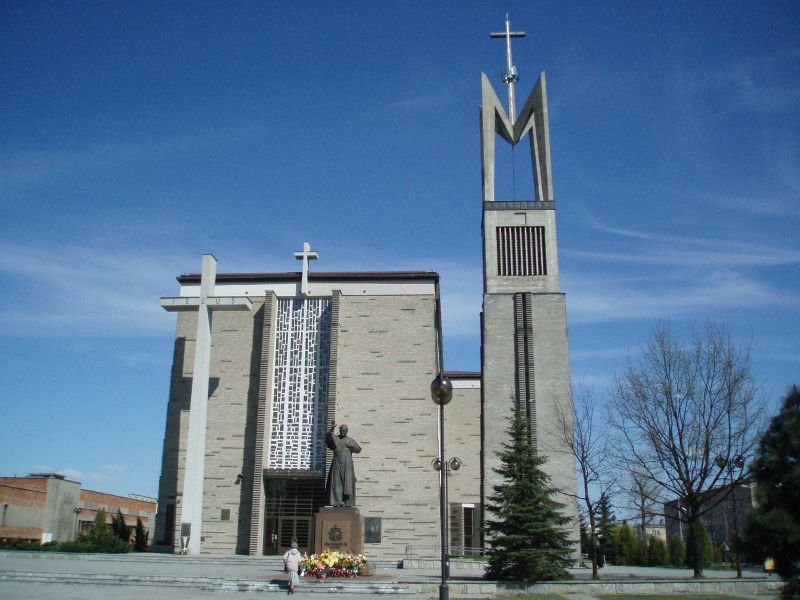
Konkatedra MB Królowej Polski w Stalowej Woli

Dekanat Stalowa Wola – jeden z 25 dekanatów w rzymskokatolickiej diecezji sandomierskiej. Powstał w 2010 roku w miejsce zlikwidowanego dekanatu Stalowa Wola – Południe.

## Parafie
W skład dekanatu wchodzi 8 parafii:
- parafia św. Jana Pawła II – Stalowa Wola
- parafia MB Królowej Polski – konkatedralna – Stalowa Wola
- parafia MB Różańcowej – Stalowa Wola
- parafia Opatrzności Bożej – Stalowa Wola
- parafia św. Floriana – Stalowa Wola
- parafia Trójcy Przenajświętszej – Stalowa Wola
- parafia MB Szkaplerznej – Stalowa Wola – Rozwadów
- parafia Zwiastowania Pańskiego – Stalowa Wola – Rozwadów.

## Sąsiednie dekanaty
Gorzyce, Janów Lubelski, Modliborzyce, Pysznica, Tarnobrzeg, Ulanów, Zaklików.